# Serve di Gesù Sacramentato (Guadalajara)
Le Serve di Gesù Sacramentato (in spagnolo Siervas de Jesús Sacramentado) sono un istituto religioso femminile di diritto pontificio: le suore di questa congregazione pospongono al loro nome la sigla S.J.S.

## Storia
La congregazione fu fondata il 25 novembre 1904 a Ciudad Guzmán dal parroco del posto, Silviano Carrillo Cárdenas (1861-1921), futuro vescovo di Sinaloa.
La casa madre fu stabilita a Guadalajara nel 1916.
Il pontificio decreto di lode fu concesso il 19 maggio 1933 e l'approvazione definitiva il 17 dicembre 1940.

## Attività e diffusione
Le religiose si dedicano all'adorazione perpetua del Santissimo Sacramento in spirito di riparazione, all'istruzione e all'educazione religiosa e morale della gioventù.
Oltre che in Messico, sono presenti in Argentina, in Cile, in Guatemala e negli Stati Uniti d'America; la sede generalizia è a Guadalajara.
Alla fine del 2008 la congregazione contava 700 religiose in 76 case.